# AA Cabofriense
Die Associação Atlética Cabofriense ist ein Sportverein aus Cabo Frio, im brasilianischen Bundesstaat Rio de Janeiro.

## Geschichte

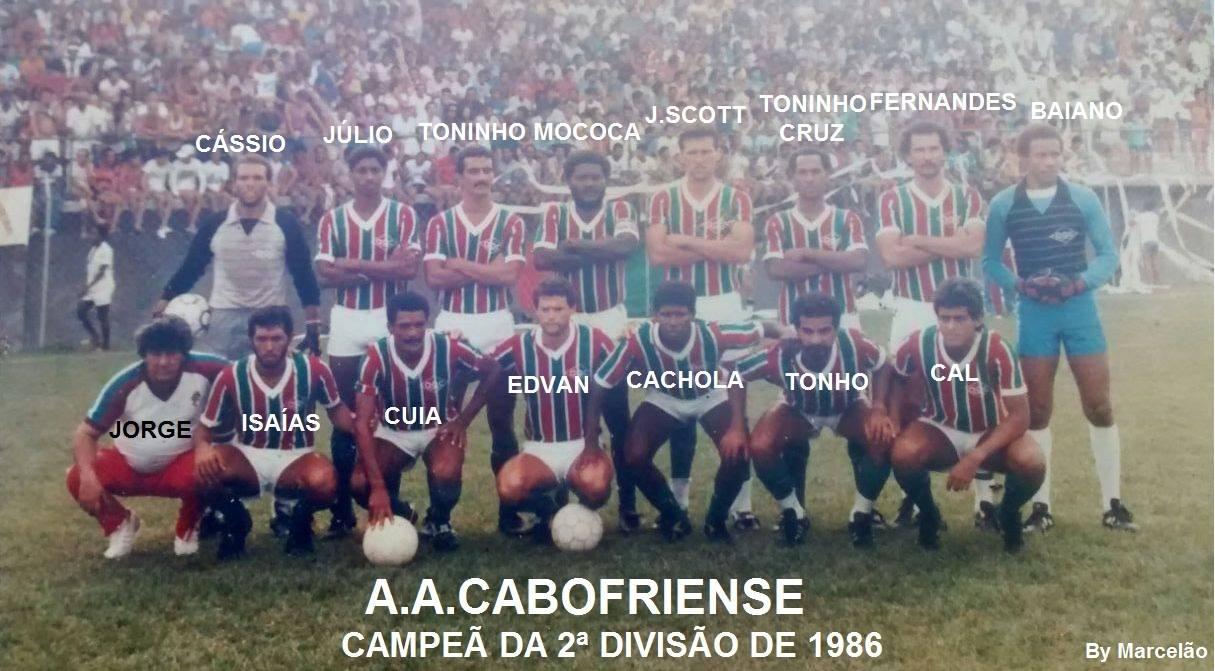
Aufsteigermannschaft 1986

Cabofriense wurde am 15. November 1955 gegründet und begann an Amateurmeisterschaften in der Region teilzunehmen. 1982 wagte der Klub den Schritt in die Professionalität und nahm an der Série A3, der dritten Liga der Staatsmeisterschaft von Rio de Janeiro teil. 1984 folgte die Premiere in deren zweiten Liga, der Série A2. 1986 wurde Cabofriense Meister der Liga und sicherte sich damit die erstmalige Teilnahme an der obersten Liga der Staatsmeisterschaft. In dieser konnte sich der Klub bis einschließlich 1992 halten. Danach stellte der Klub seine Aktivitäten im Fußball ein. In seiner Profifußballzeit konnte Cabofriense nur einmal an einem nationalen Wettbewerb teilnehmen. Der Klub trat in der Divisão Especial 1989 an, der damaligen Ausgabe der Série B, der zweiten Liga Brasiliens. Cabofriense trat in der Gruppe H und belegte hier den dritten Platz. Mit einer Bilanz von vier Siegen, drei Unentschieden und drei Niederlagen bei 9:9 Toren. Damit schied der Klub aus dem Turnier aus und belegte den 42. Platz im Gesamtklassement bei 96 Teilnehmern.
Heute ist der Klub noch im Futsal aktiv.
1997 gründeten ehemalige Mitglieder des Klubs einen neuen, den AD Cabofriense, wobei sich Name, Farben und Logo eng an dem Vorgänger orientierten.

## Teilnahme an Fußballwettbewerben
| Wettbewerb                   | Teilnahmen            |
| ---------------------------- | --------------------- |
| Série B                      | 1989                  |
| Staatsmeisterschaft          | 5× 1987–1990, 1992    |
| Staatsmeisterschaft Série A2 | 4 × – 1984–1986, 1991 |
| Staatsmeisterschaft Série A3 | 2× – 1982–1983        |
| Staatspokal                  | 2× – 1991–1992        |

## Erfolge
- Staatsmeisterschaft von Rio de Janeiro – Série A2: 1986